# Janškovo selo
Janškovo selo (pronuncia  [ˈjaːnʃkɔʋɔ ˈsɛːlɔ]) è un insediamento (naselje) di 158 abitanti, della municipalità di Velenje nella regione statistica della Savinjska in Slovenia.
L'area faceva tradizionalmente parte della regione storica della Stiria, ora invece è inglobata nella regione della Savinjska.

## Origini del nome
Il nome dell'insediamento è cambiato da Selo a Janškovo selo nel 1953.